# Ariane de Lesson
Amazilis amazilia
Genre
Espèce
Statut de conservation UICN

 LC  : Préoccupation mineure
Statut CITES
L'Ariane de Lesson (Amazilis amazilia) est une espèce de colibris.

## Répartition
Cet oiseau est présent en Équateur et au Pérou.

## Habitat
Ses habitats sont les forêts sèches et humides de basses et hautes altitudes, la végétation sèche de broussailles, la végétation de plaines et la végétation du désert, mais aussi les anciennes forêts lourdement dégradées, les zones urbaines, les jardins ruraux et les plantations agricoles.

## Sous-espèces
D'après Alan P. Peterson, 5 sous-espèces ont été décrites :
- Amazilis amazilia alticola Gould 1860 ;
- Amazilis amazilia amazilia (Lesson) 1827 ;
- Amazilis amazilia caeruleigularis Carriker 1933 ;
- Amazilis amazilia dumerilii (Lesson) 1832 ;
- Amazilis amazilia leucophoea Reichenbach 1854.

Carte de répartition de l'espèce